# Ensis
Ensis o Ensis Falcatus era il nome di una spada romana simile al gladio ma più lunga e stretta, usata dalla cavalleria. È il termine più usato in latino per indicare genericamente una "spada", e a volte, per estensione, le armi e la guerra. È nota l'invettiva di Tibullo contro la guerra:
(Albio Tibullo, Elegie 1, 10)